# Ustronie (Łódź)
Pour les articles homonymes, voir Ustronie.
Ustronie est une localité polonaise de la gmina et du powiat de Zgierz en voïvodie de Łódź.